# Rickettsiosis de la abeja
La rickettsiosis de la abeja es una enfermedad infecciosa de las abejas adultas, causada por varias especies de Rickettsia. La enfermedad es poco conocida y cuando se presenta suele hacerlo en asociación con la bacteria Pseudomonas apiseptica en septicemias. Cuando ocurre sola, no representa un problema serio para las abejas. En 1964, Wille reportó su presencia por primera vez en Suiza.

## Etiología
Especies varias de Rickettsia. Las Ricketsias tienen un tamaño de 0,3 micras de diámetro, son muy pequeñas, visibles al microscopio óptico a 1000X, son consideras una transición entre las
bacterias y los virus, debido a que tienen características comunes a ambos grupos. La pared celular tipo bacteriano, las acerca más a este grupo, son de tipo Gram negativo, sensibles a algunos antibióticos, pero se comportan como virus ya que viven en el interior de las células del tejido adiposo de las abejas, donde se multiplican.

## Epizootiología
Se registró su presencia en Suiza, Rusia, Italia y Alemania. No existen reportes en América, seguramente en virtud de falta de investigación científica. Ataca solamente abejas adultas y no se conoce nada acerca del proceso de transmisión.
.

## Patogenia
Se cree que las Ricketsias penetran a la abeja por las tráqueas atravesando sus paredes luego pasan a la hemolinfa, y de allí al tejido adiposo donde comienzan a reproducirse. De allí nuevamente a la hemolinfa donde causan una septicemia. Hay investigadores que sugieren que Rickettsia pasa las paredes de las tráqueas luego de que éstas han sido dañadas por ácaros del tipo Acarapis woodi.

## Cuadro clínico
Es muy parecido al de la Nosemosis, pero las abejas enfermas muestran la hemolinfa de un color lechoso.

## Diagnóstico
Se realiza en laboratorio para tener certeza. Las abejas sospechosas, se punzan entre los segmentos abdominales para obtener su hemolinfa, con la que se prepara un frotis que se tiñe con tinción de Maquiavelo. Las Rickettsias se ven de color rojo y las bacterias de color azul. Ningún laboratorio en el mundo hace este diagnóstico de rutina.

## Tratamiento
Se han empleado algunos antibióticos con éxito, entre estos está las tetraciclinas, las sulfas y el cloranfenicol. Se sugiere la utilización de vitamina C.